# Revolving Door (Crazy Town)
Revolving Door è una canzone del gruppo musicale statunitense Crazy Town. Fu pubblicata nell'agosto del 2001 come quarto ed ultimo singolo estratto dal loro primo album in studio, The Gift of Game, nel tentativo di replicare il successo del precedente Butterfly. Nonostante il mancato successo in patria, la canzone diventò una hit minore in vari paesi, raggiungendo in classifica la posizione numero 19  in Finlandia e la numero 23 nel Regno Unito.

## Accoglienza
Christian Genze di Allmusic, dopo l'uscita della canzone, sostenne che "Revolving Door" era ben fatta ma troppo simile alla precedente "Butterfly", e quindi lontana dallo status di salto di qualità. Genze dichiarò che entrambe le canzoni facevano uso di loop di chitarra leggeri, ritmi dolci ed umori tranquilli, e non rappresentavano per niente lo stile dell'album d'esordio del gruppo, le cui tracce erano in gran parte riconducibili a sonorità rap metal. Timothy Mark di NME espresse sulla canzone un giudizio complessivo sfavorevole, criticandone le premesse sonore e il testo sessista.

### Tracce bonus
Allmusic dichiarò di preferire di gran lunga il remix della canzone da parte di Jay Gordon, soprattutto per la tendenza ad essere ascoltato più volte, ma criticò negativamente la seconda traccia bonus, una registrazione dal vivo di Butterfly, dichiarando che le parti vocali erano decisamente monotone e buone solo a tenere il pubblico lontano da altri progetti live del gruppo. Nella lista tracce del singolo Hurt You So Bad, pubblicato nel 2003, è presente la b-side inedita Boom Box Gang War, con la base proveniente dal suddetto remix ma con un testo completamente diverso.

## Video musicale
Il video per la canzone è stato diretto da Gregory Dark, e fa parte anche dei contenuti bonus del singolo. Nel video compaiono i Crazy Town che si esibiscono in una villa di lusso con una porta girevole in entrata. I componenti del gruppo sono costantemente circondati da belle ragazze, tra cui Kimberly Stewart e Monet Mazur, cugina del secondo cantante Epic. In alcune scene appaiono anche Tommy Lee e vari membri del gruppo alternative metal Incubus, ma furono tagliate nella versione definitiva. L'ex chitarrista Squirrel dichiarò in un'intervista dell'epoca che il video del brano era "una parodia della falsa percezione degli autori, da parte del pubblico, come un gruppo rap spensierato e troppo ancorato alla popolarità di Butterfly". Allmusic elogiò l'inclusione del video nei contenuti speciali del singolo, ma lo bocciò lo stesso definendolo "ridicolo", e dichiarando che i Crazy Town avevano un'immagine poco seria ed erano più credibili all'ascolto che a vista.

## Tracce
1. Revolving Door (Alternate Radio Mix) – 3:44
2. Revolving Door (Astro American Mix (By Jay Gordon)) – 3:55
3. Butterfly (Live Version) – 3:35
4. Revolving Door (CD Extra / Video Version) – 3:44

## Classifiche
| Chart (2001) | Peak position |
| ------------ | ------------- |
| Australia    | 76            |
| Finlandia    | 19            |
| Germania     | 26            |
| Paesi Bassi  | 71            |
| Svezia       | 46            |
| Svizzera     | 43            |
| Regno Unito  | 23            |